# Cecilia Domínguez Luis
Cecilia Domínguez Luis (La Orotava, Tenerife, 17 de octubre de 1948) es una escritora española.

## Datos biográficos
Nació en La Orotava en 1948. Ya desde muy niña se sentía inclinada a la escritura y en 1960 con 12 años obtuvo el Primer Premio en el Concurso de estribillos convocado por el Liceo de Taoro y, unos años después, en 1964, el Primer Premio de un concurso Literario-eucarístico.
En 1966 comienza a estudiar Filosofía y Letras en la Universidad de La Laguna. Ese mismo año fallece su padre.
En 1968 se traslada a Madrid y empieza a estudiar Historia del Arte en la Universidad Complutense. Un año después regresa a Tenerife y se ve ante la imposibilidad de seguir estudiando. En 1980 finaliza la titulación de Magisterio y en 1987 se licencia en Filología Hispánica en la Universidad de La Laguna.
Ha publicado numerosos libros de poesía, novelas y cuentos, y su obra ha sido traducida al francés, al rumano y al alemán. Ha participado como ponente en diversos congresos nacionales e internacionales sobre lengua y literatura, así como en encuentros de poesía. También ha publicado artículos, poemas y cuentos en periódicos y revistas de las islas Canarias y de la península.
Forma parte del comité de redacción de la revista Cuadernos del Ateneo del Ateneo de La Laguna, sociedad de la cual fue  presidenta entre 1999 y 2001. También ha pertenecido a los consejos de redacción de otras revistas literarias como Fetasa y ACL: revista literaria, de la Academia Canaria de la Lengua.
Desde el año 2011 es académica numeraria de la Academia Canaria de la Lengua y en junio de 2013 es nombrada miembro del Instituto de Estudios Canarios. En 2015 recibe el Premio Canarias en la modalidad de Literatura.

## Obras publicadas

### Poesía
- 1977 Porque somos de barro
- 1981 Objetos
- 1982 Presagios de sueños en las gargantas de las palomas
- 1987 Un cierto sabor ácido para los días venideros
- 1989 Víspera de la ausencia
- 1991 Otoño de los dátiles velos
- 1993 1981 - Poemas - 1992
- 1997 Y de pronto anochece
- 1999 Así en la Tierra
- 2000 Solo el mar
- 2000 Octubre (Antología)
- 2000 Doce lunas de Eros
- 2002 Para cruzar los puentes
- 2003 Poemas 2003
- 2005 Azogue
- 2006 El libro de la duda
- 2008 Bestiario
- 2008 La ciudad y el deseo
- 2014 Cuaderno del orate

### Narrativa
- 1994 Futuro imperfecto
- 2002 El viento en contra
- 2008 Yara
- 2009 Mientras maduran las naranjas (Infantil-Juvenil)
- 2009 Fompi y Lío en la montaña de cristal (infantil)
- 2010 Entre tejados (Infantil-Juvenil)
- 2010 Días de abril (Infantil-Juvenil)
- 2010 Los niños de la lata de tomate
- 2010 Aquel verano
- 2013 Si hubieras estado aquí
- 2015 El sepulcro vacío
- 2016 La luna en el agua
- 2021  Las terribles historias

## Premios y reconocimientos
- 1980 Primer premio de Poesía “Matías Real”, convocado por el periódico La Tarde
- 1981 Primer Premio de Poesía “Pedro García Cabrera, convocado por la entonces Caja General de Ahorros de Santa Cruz de Tenerife
- 1991 Primer premio de Poesía "Emilio Algaba Guimerá"convocado por la Casa de Venezuela en Canarias
- 2015 Premio Canarias de Literatura